# Philoliche penrithorum
Philoliche penrithorum är en tvåvingeart som beskrevs av Travassos Santos Dias 1991. Philoliche penrithorum ingår i släktet Philoliche och familjen bromsar.
Artens utbredningsområde är Seychellerna. Inga underarter finns listade i Catalogue of Life.